# Motorola ROKR

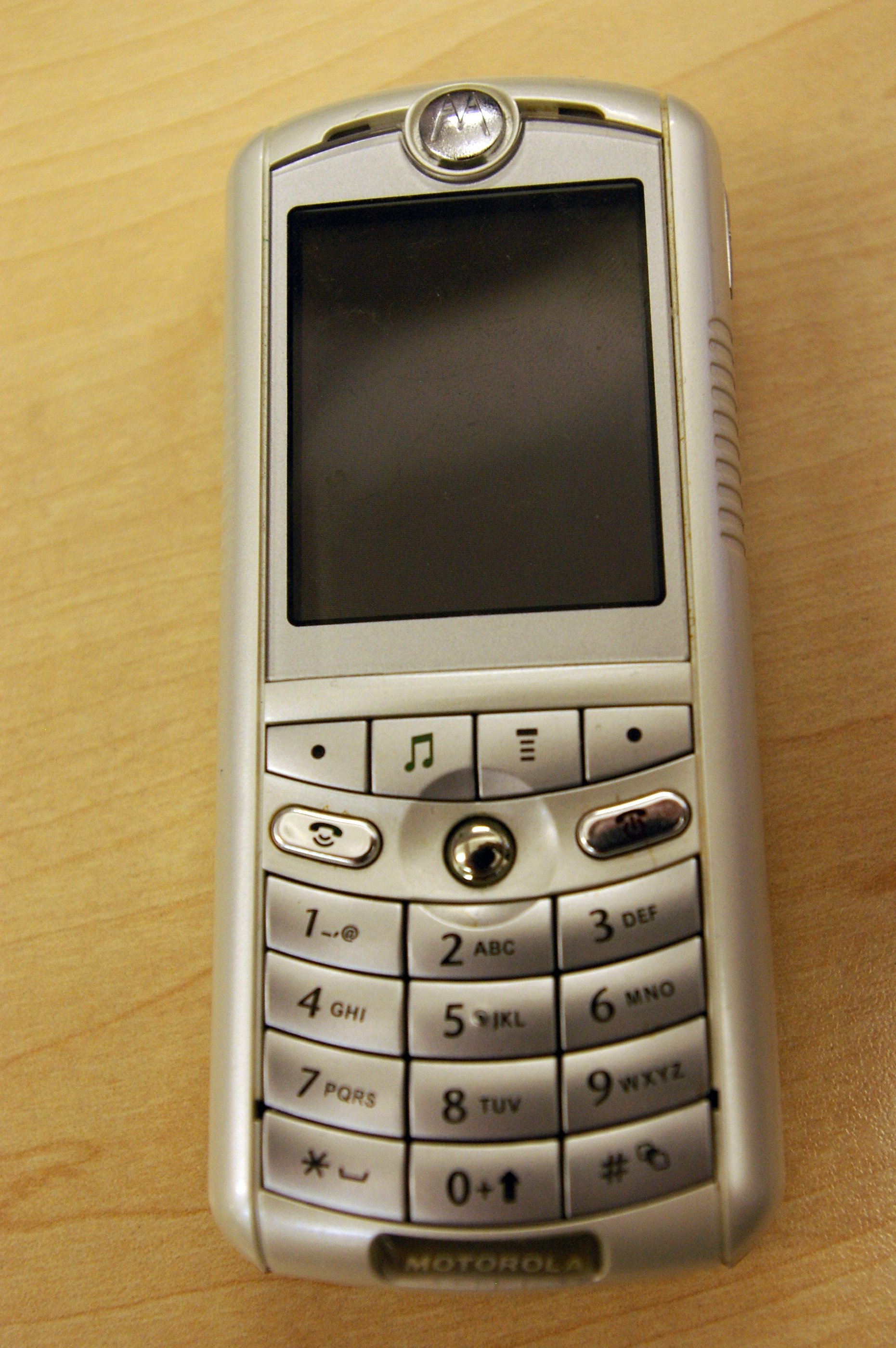
Motorola ROKR E1 de 2005.

Motorola ROKR foi uma linha de telefones celulares produzidos entre os anos de 2005 a 2009 conhecida por incorporar funções multimídia nos seus celulares.
O primeiro modelo foi o E1, o primeiro celular a vir integrado com a loja iTunes da Apple. O segundo modelo foi o E2, lançado em 2006, que dessa vez veio com o RealPlayer. O terceiro modelo foi o E6,  lançado no mesmo ano, que veio com o aplicativo Picsel capaz de ler arquivos PDF. Em 2007, foi lançado o Z6 com integração ao Windows Media Player, no mesmo ano foi lançado o W5. Em 2008, foi lançado o E8 com tela sensível ao toque. No mesmo ano, foi lançado o EM30, versão mais barata do anterior. Em 2009,  foram lançados os EM326g, EM35, EM35, W6, ZN50, ZN500, EM25, EM325, EM28 e EM330.